# Π-Node
Π-Node (prononcer Pi-Node) est un collectif d'artistes, une plateforme web expérimentale de streaming et une radio associative non commerciale française, spécialisé.e.s dans le champ des arts sonores, du radio-art, des arts numériques, des musiques improvisées et autres pratiques expérimentales. 
Le collectif se constitue initialement en 2013 par la mise en place d'une plateforme de streaming, activée pour la première fois dans le cadre d'une performance lors du Club Transmediale à Berlin. 
À la fin des années 2010, portée par l'association Circulaire, le collectif obtient pour sa radio des fréquences en DAB+ sur le canal 11 à Mulhouse et sur le canal 9 à Paris. La radio du collectif émet majoritairement en langue française, avec des diffusions ponctuelles en anglais ou dans d'autres langues (ex : alsacien).

## Collectif d'artistes et plateforme expérimentale
Π-Node créé des installations plastiques liées au medium radiophonique, à l’instar en 2015 de Radio Fischli & Weiss. L’œuvre, qui tire son nom d’un duo d’artistes suisses, se présente comme une installation modulaire dans laquelle un signal sonore se trouve constamment modifié par son passage au sein de différentes technologies ou techniques « par voies lumineuse, aqueuse, mécanique ou encore hertzienne à l'échelle de la salle d'exposition ». Le philosophe Bastien Gallet la définit comme suit : « Sans le savoir, nous passons notre temps à écouter des médias à travers les messages qu’ils veulent bien nous transmettre. Radio Fischli & Weiss nous donne enfin l’occasion de les écouter pour eux-mêmes et de comparer leurs manières toutes singulières de parasiter la voix, c’est-à-dire la riche diversité de leurs sonorités respectives. »  
Π-Node réunit au début des années 2020 des personnes et des groupes comme par exemple : La Boîte Blanche, Jean-François Blanquet, Jean-Baptiste Bayle, DinahBird, Sarah Brown, Julien Clauss, Nicolas Horber, Yann Leguay, pali meursault, Erik Minkkinen, Nicolas Montgermont, le collectif RYBN, Aymeric de Tapol, Valentina Vuksic, Carl.Y ...  
Les travaux du collectif s'inspirent notamment de ceux de l’artiste japonais Tetsuo Kogawa sur la « mini FM » (radios libres avec un émetteur de faible puissance) et Internet comme « media translocaux », c’est-à-dire décentralisés, multicanaux et symétriques (pas de barrière ni de hiérarchie entre producteurs/trices et auditeurs/trices).    
Référence dans le milieu sonore et musical expérimental, Π-Node développe une « plateforme web pour le développement de formats radiophoniques hybrides web/FM/DAB+ ».   
Le site s’affirme comme un espace de création et de diffusion radicales, permettant de déployer d’autres façons de faire réseau et d’autres imaginaires. Le collectif fondateur affirme ainsi en 2014 : « Le problème de la radio est également celui qui concerne le Web aujourd'hui, c'est son côté centralisé, à sens unique, un émetteur qui arrose tout un tas de récepteurs. Nous souhaitons changer cette topologie, sortir de l'idée d'un flux unique, connecter les entrées et les sorties, créer une radio hybride qui mixerait la diffusion dans les airs et le streaming sur Internet, la réalité des ondes et la communication quasi abstraite d'Internet. » 

## Radio associative non-commerciale
La radio émet aussi bien des programmes thématiques, que des conférences autour des arts sonores ou des concerts de musiques expérimentales en direct ou en différé. Elle diffuse des émissions également transmises sur d'autres radios, comme Epsilonia (issue de Radio Libertaire) ou La Croche Oreille (issue de CKRL). Le site Internet de la radio propose en stream principal ce qu’elle diffuse en DAB+ et en streams secondaires des flux autogérés, lesquels basculent parfois sur le principal à l’occasion d’un événement artistique, universitaire ou social. La radio accueille par exemple des projets spécifiques comme Radio Free Assange, portée par le mouvement demandant la libération du journaliste de Wikileaks Julian Assange.   

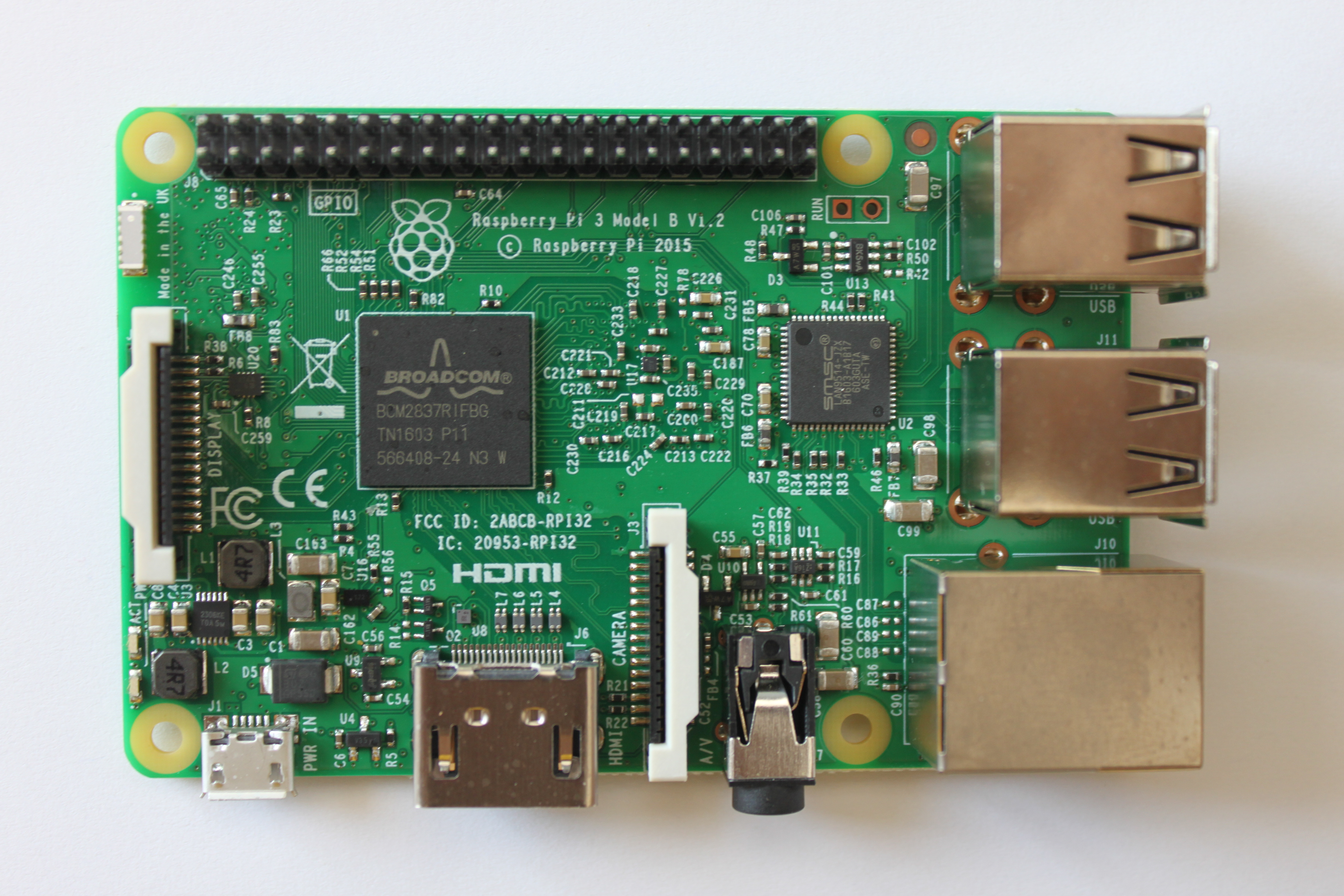
Nano-ordinateur Raspberry Pi, couramment utilisé pour concevoir des technologies audio diy

Contrairement au fonctionnement fixe de la plupart des radios associatives, Π-Node adapte ainsi constamment sa grille d'antenne en fonction des propositions des personnes qui s'y investissent, des festivals ou des séminaires universitaires sur les arts sonores ou les musiques expérimentales, ainsi que de l'actualité sociale et politique. Ainsi, de mars à juin 2020, lors du premier confinement lié à la pandémie de Covid-19 en France, elle lance le programme Antivirus, un « programme radio ouvert de déconfinement ».  
Afin de faciliter les échanges et de créer des passerelles entre producteurs/trices et auditeurs/trices, le site de la radio met à disposition un chat permanent, ainsi qu’une abondante documentation textuelle, archives détaillées comme tutoriels d’autoformation sur les technologies audio ou numériques.   
Π-Node adopte une grille de programmes fluctuante, négociée par les personnes qui s’y investissent, ouverte aux formats inventifs et ancrée dans l’actualité sociale et politique. Le mode d'organisation de la radio est pensé pour demeurer le plus ouvert et le plus démocratique possible, ainsi que l'explique une membre du collectif initial :  « Comment travailler à plusieurs de manière horizontale sur un projet ? L’une des réponses consiste à monter un projet ambitieux dans lequel chacun trouve sa place spontanément. Au lieu de définir des rôles, de s’attribuer des tâches de manière hiérarchique et structurée, nous créons un contexte dans lequel chacun trouve son intérêt et développe sa propre recherche, tout en contribuant au collectif. » La radio devient alors un outil pour produire une critique des médias en actes et une démocratisation de l'accès à la sphère médiatique. Π-Node expérimente et interroge la radio à la fois comme technique, comme contenu et comme mode d'organisation.     